# Rio Orobó
O rio Orobó é um rio brasileiro, que nasce no municipio de Orobó, percorre alguns quilómetros antes se encontrar com o rio Tracunhaém, do qual e seu principal afluente. Faz parte da bacia hidrografica do rio Goiana. Seu principal reservatório é o Palmeireinha localizado na divisa entre os municipios de Bom Jardim e Machados em Pernambuco.